# Бокс на літніх Олімпійських іграх 2004
Змагання з боксу на літніх Олімпійських іграх 2004 проходили з 14 серпня по 29 серпня. Було розіграно 11 комплектів нагород.
Бої проводилися у форматі чотирьох раундів, тривалістю дві хвилини. Переможцем ставав боксер, що завдав більше точних ударів за відведений час.

## Кваліфікація
Африка
- Всеафриканські ігри 2003 року в Абуджа, Нігерія (4-20 жовтня 2003)
- Кваліфікаційний турнір в Касабланці, Марокко (15-22 січня 2004)
- Кваліфікаційний турнір в Габороне, Ботсвана (15-22 березня 2004)

Північна і Південна Америка
- Панамериканські ігри 2003 року в Санто-Домінго, Домініканська Республіка (1-17 серпня 2003)
- Кваліфікаційний турнір в Тіхуані, Мексика (12-20 березня 2004)
- Кваліфікаційний турнір в Ріо-де-Жанейро, Бразилія (4-11 квітня 2004)

Азія
- Чемпіонат Азії в Пуерто-Принсеса, Філіппіни (11-18 січня 2004)
- Кваліфікаційний турнір в Гуанчжоу, Китай (18-26 березня 2004)
- Кваліфікаційний турнір в Карачі, Пакистан (5-12 травня 2004)

Європа
- Чемпіонат Європи з боксу 2004 в Пула, Хорватія (19-29 лютого 2004)
- Кваліфікаційний турнір в Плодиві, Болгарія (29 березня-5 квітня 2004)
- Кваліфікаційний турнір в Варшаві, Польща (29 березня-5 квітня 2004)
- Кваліфікаційний турнір в Гетеборзі, Швеція (20-25 квітня 2004)
- Кваліфікаційний турнір в Баку, Азербайджан (27 квітня-1 травня 2004)

Австралія і Океанія
- Кваліфікаційний турнір в Тонга (26 квітня-2 травня 2004)

## Медалі

### Загальний залік
| Місце | Країна          | Золото | Срібло | Бронза | Загалом |
| ----- | --------------- | ------ | ------ | ------ | ------- |
| 1     | Куба            | 5      | 2      | 1      | 8       |
| 2     | Росія           | 3      | 0      | 3      | 6       |
| 3     | Казахстан       | 1      | 1      | 1      | 3       |
| 3     | Тайланд         | 1      | 1      | 1      | 3       |
| 5     | США             | 1      | 0      | 1      | 2       |
| 6     | Білорусь        | 0      | 2      | 0      | 2       |
| 7     | Єгипет          | 0      | 1      | 2      | 3       |
| 8     | Франція         | 0      | 1      | 0      | 1       |
| 8     | Велика Британія | 0      | 1      | 0      | 1       |
| 8     | КНДР            | 0      | 1      | 0      | 1       |
| 8     | Туреччина       | 0      | 1      | 0      | 1       |
| 12    | Азербайджан     | 0      | 0      | 2      | 2       |
| 12    | Німеччина       | 0      | 0      | 2      | 2       |
| 12    | Південна Корея  | 0      | 0      | 2      | 2       |
| 12    | Узбекистан      | 0      | 0      | 2      | 2       |
| 16    | Болгарія        | 0      | 0      | 1      | 1       |
| 16    | Китай           | 0      | 0      | 1      | 1       |
| 16    | Італія          | 0      | 0      | 1      | 1       |
| 16    | Румунія         | 0      | 0      | 1      | 1       |
| 16    | Сирія           | 0      | 0      | 1      | 1       |

### Медалісти
| Змагання               | Золото                              | Срібло                               | Бронза                                |
| ---------------------- | ----------------------------------- | ------------------------------------ | ------------------------------------- |
| До 48 кг докладніше    | Ян Бартелемі · Куба (CUB)           | Атагюн Ялчинкая · Туреччина (TUR)    | Цзоу Шимін · Китай (CHN)              |
| До 48 кг докладніше    | Ян Бартелемі · Куба (CUB)           | Атагюн Ялчинкая · Туреччина (TUR)    | Сергій Казаков · Росія (RUS)          |
| До 51 кг докладніше    | Юріоркіс Гамбоа · Куба (CUB)        | Жером Тома · Франція (FRA)           | Фуад Асланов · Азербайджан (AZE)      |
| До 51 кг докладніше    | Юріоркіс Гамбоа · Куба (CUB)        | Жером Тома · Франція (FRA)           | Рустамходжа Рахімов · Німеччина (GER) |
| До 54 кг докладніше    | Гільєрмо Рігондо · Куба (CUB)       | Ворапой Петчкум · Таїланд (THA)      | Агасі Мамедов · Азербайджан (AZE)     |
| До 54 кг докладніше    | Гільєрмо Рігондо · Куба (CUB)       | Ворапой Петчкум · Таїланд (THA)      | Баходир Султонов · Узбекистан (UZB)   |
| До 57 кг докладніше    | Олексій Тищенко · Росія (RUS)       | Кім Сонг Гук · Північна Корея (PRK)  | Віталій Тайберт · Німеччина (GER)     |
| До 57 кг докладніше    | Олексій Тищенко · Росія (RUS)       | Кім Сонг Гук · Північна Корея (PRK)  | Чо Сок Хван · Південна Корея (KOR)    |
| До 60 кг докладніше    | Маріо Кінделан · Куба (CUB)         | Амір Хан · Велика Британія (GBR)     | Серік Єлеуов · Казахстан (KAZ)        |
| До 60 кг докладніше    | Маріо Кінделан · Куба (CUB)         | Амір Хан · Велика Британія (GBR)     | Мурат Храчов · Росія (RUS)            |
| До 64 кг докладніше    | Манус Бунжумнонг · Таїланд (THA)    | Юдель Джонсон · Куба (CUB)           | Борис Георгієв · Болгарія (BUL)       |
| До 64 кг докладніше    | Манус Бунжумнонг · Таїланд (THA)    | Юдель Джонсон · Куба (CUB)           | Іонуц Георге · Румунія (ROU)          |
| До 69 кг докладніше    | Бахтіяр Артаєв · Казахстан (KAZ)    | Лоренсо Арагон · Куба (CUB)          | Кім Чон Джу · Південна Корея (KOR)    |
| До 69 кг докладніше    | Бахтіяр Артаєв · Казахстан (KAZ)    | Лоренсо Арагон · Куба (CUB)          | Олег Саїтов · Росія (RUS)             |
| До 75 кг докладніше    | Гайдарбек Гайдарбеков · Росія (RUS) | Геннадій Головкін · Казахстан (KAZ)  | Сурія Прасатхінпхімай · Таїланд (THA) |
| До 75 кг докладніше    | Гайдарбек Гайдарбеков · Росія (RUS) | Геннадій Головкін · Казахстан (KAZ)  | Андре Діррелл · США (USA)             |
| До 81 кг докладніше    | Андре Ворд · США (USA)              | Магомед Аріпгаджиєв · Білорусь (BLR) | Ахмед Ісмаїл · Єгипет (EGY)           |
| До 81 кг докладніше    | Андре Ворд · США (USA)              | Магомед Аріпгаджиєв · Білорусь (BLR) | Уткірбек Хайдаров · Узбекистан (UZB)  |
| До 91 кг докладніше    | Одланьєр Соліс · Куба (CUB)         | Віктор Зуєв · Білорусь (BLR)         | Мухаммед Ель-Саєд · Єгипет (EGY)      |
| До 91 кг докладніше    | Одланьєр Соліс · Куба (CUB)         | Віктор Зуєв · Білорусь (BLR)         | Насер Аль-Шамі · Сирія (SYR)          |
| Понад 91 кг докладніше | Олександр Повєткін · Росія (RUS)    | Мухаммед Алі · Єгипет (EGY)          | Мікель Лопес Нуньєс · Куба (CUB)      |
| Понад 91 кг докладніше | Олександр Повєткін · Росія (RUS)    | Мухаммед Алі · Єгипет (EGY)          | Роберто Каммарелле · Італія (ITA)     |